# Пистиолис, Андреас
Андреас Пистиолис (греч. Ανδρέας Πιστιόλης; род. 6 июля 1978, Афины, Греция) — греческий баскетбольный тренер.

## Карьера
Пистиолис является воспитанником «Панатинаикоса». Он выступал за кадетские и юниорские команды клуба, затем работал тренером молодёжного проекта, одновременно обучаясь в Афинском университете спорта, а в 2007 году получил должность одного из помощников Желько Обрадовича в основной команде. В 2012 году Пистиолис покинул афинский клуб вместе с Обрадовичем, поучаствовав в завоевании 2 титулов чемпиона Евролиги, 4 победах в первенстве Греции и 3 в Кубке страны.
В сезоне 2013/2014 занимал должность первого ассистента Димитриса Итудиса в турецком «Банвите».
В июне 2014 года стал ассистентом Итудиса в ЦСКА.
Во время Летней лиги НБА 2017 года в Лас-Вегасе Пистиолис вошёл в тренерский штаб «Лос-Анджелес Клипперс».
В марте 2022 года Пистиолис был назначен главным тренером «Галатасарая». Под его руководством команда дошла до 1/2 финала чемпионата Турции 2021/2022, где уступила «Анадолу Эфесу» (2-3).
В ноябре 2022 года Пистиолис продлил контракт с «Галатасараем» до 2025 года. В мае 2023 года турецкий клуб объявил, что расстаётся с Пистиолисом.
В апреле 2024 года Пистиолис возглавил ЦСКА подписав контракт до конца сезона 2023/2024. Под его руководством ЦСКА стал чемпионом Единой лиги ВТБ и чемпионом России.
В мае 2024 года Пистиолис продлил контракт с ЦСКА до окончания сезона 2025/2026.
16 февраля 2025 года Пистиолис стал главным тренером команды «Гостей» на «Матч всех звёзд» Единой лиги ВТБ. Под его руководством «Гости» уступили команде «Хозяев» со счётом 107:124.
В сезоне 2024/2025 Пистиолис привёл ЦСКА к победе в Единой лиге ВТБ и в чемпионате России. В Суперкубке Единой лиги ВТБ ЦСКА также одержал победу, а Пистиолис был признан «Лучшим тренером» турнира.

## Личная жизнь
14 сентября 2017 года в семье Андреаса и его супруги Эмилии родилась дочь, которую назвали Мелина.

## Достижения

### Как главный тренер
- Чемпион Единой лиги ВТБ (2): 2023/2024, 2024/2025
- Обладатель Суперкубка Единой лиги ВТБ: 2024
- Чемпион России (2): 2023/2024, 2024/2025

### Как ассистент главного тренера
- Чемпион Евролиги (5): 2006/2007, 2008/2009, 2010/2011, 2015/2016, 2018/2019
- Бронзовый призёр Евролиги (2): 2014/2015, 2016/2017
- Чемпион Единой лиги ВТБ (6): 2014/2015, 2015/2016, 2016/2017, 2017/2018, 2018/2019, 2020/2021
- Чемпион Греции (4): 2007/2008, 2008/2009, 2009/2010, 2010/2011
- Чемпион России (6): 2014/2015, 2015/2016, 2016/2017, 2017/2018, 2018/2019, 2020/2021
- Обладатель Кубка Греции (3): 2007/2008, 2008/2009, 2011/2012